# Guillermo Hernangómez Heredero
Guillermo Hernángomez Heredero (Madrid, Espanya, 21 de març de 1963) és un exjugador de bàsquet espanyol. Amb 2,03 d'alçada el seu lloc natural era el de pivot.
Està casat amb l'exjugadora de la selecció femenina de bàsquet d'Espanya Margarita Geuer i és pare dels també jugadors de bàsquet de la Lliga ACB i de l'NBA Willy Hernangómez (n. 1994) i Juancho Hernangómez (n. 1995), i d'Andrea (n. 2000), en les categories inferiors de l'Estudiantes.
Format en les categories inferiors del Reial Madrid, va jugar durant una temporada al primer equip blanc. Els altres equips on militaria són Bosco La Corunya (1983/84 i 1986/87), CB Guadalajara (1984/85), Estudiantes (1987/89), Cajamadrid (1989/90), Azuqueca (1990/91) i Bansander (1992/93).